# Prefettura del pretorio d'Italia
La prefettura del pretorio d'Italia (in latino Praefectura Praetorio Italiae e in greco Ὑπαρχία Πραιτωρίων Ἰταλίας, traslitterato in Hyparchía Praitoríōn Italías) o, più semplicemente, prefettura d'Italia era una delle grandi prefetture del pretorio nelle quali, a partire dalla riforma tetrarchica di Diocleziano, si articolò il tardo impero romano. Fu nota anche come prefettura del pretorio d'Italia, Illirico e Africa (latino: Praefectura Praetorio Italiae, Illyrici et Africae) e come prefettura del pretorio d'Italia e Africa (latino: Praefectura Praetorio Italiae et Africae). La capitale della prefettura fu prima a Milano ed infine a Ravenna.
Assegnata dopo il 395 all'Impero d'Occidente, dopo la caduta di questo nel 476, la prefettura sopravvisse formalmente per conto dell'imperatore d'Oriente, prima nelle mani del re degli Eruli Odoacre, poi in quelle dei sovrani del Regno ostrogoto, da Teodorico a Teia. Al termine della guerra gotica, nel 553, la prefettura venne infine riunita all'Impero d'Oriente, sopravvivendo sino al 584, quando venne trasformata in esarcato d'Italia.

## Storia

### Dalla riforma tetrarchica alla spartizione di Teodosio
Nel 293 l'imperatore Diocleziano inaugurò la nuova forma di governo detta tetrarchia, associando al trono un omologo di pari rango con il titolo di augustus ed elevando al rango inferiore di caesares Galerio e Costanzo Cloro. Ciascuno dei quattro imperatori si dotò, di conseguenza, di un proprio prefetto del pretorio per reggere l'amministrazione.
L'omologo di Diocleziano, Massimiano, Augusto d'Occidente, pose la propria capitale a Milano dove insediò il proprio prefetto, incaricandolo di esercitare la propria autorità sui territori direttamente soggetti a Massimiano: Italia, Illirico ed Africa. Tale organizzazione del potere ebbe vita breve. Già la seconda tetrarchia, iniziata nel 305 andò in crisi appena un anno dopo con la morte di Costanzo Cloro; la crisi si concluse nel 326 con l'accentramento di tutto il potere nelle mani di Costantino I.
Attorno al 332 venne temporaneamente creata una prefettura del pretorio d'Africa, comprendente la diocesi d'Africa, che venne dunque sottratta all'autorità del prefetto d'Italia. Tuttavia l'Africa risultò nuovamente unita all'Italia al momento in cui venne definita la circoscrizione in senso territoriale delle prefetture pretoriane. Questa si ebbe infatti in occasione della spartizione dell'Impero tra i figli di Costantino I, alla morte di questi nel 337. La prefettura d'Italia risultò pertanto suddivisa nelle diocesi di Africa, Italia (a sua volta suddivisa nei due vicariati di Italia Annonaria e di Italia Suburbicaria istituiti da Costantino dopo la sua vittoria su Massenzio), Pannonia, Dacia e Macedonia.
Nel 356 la prefettura d'Italia venne ridotta territorialmente a seguito dell'istituzione della nuova prefettura del pretorio dell'Illirico, che inglobò le diocesi di Pannonia, Dacia e Macedonia; tuttavia la nuova prefettura venne abolita già nel 361 da Giuliano e quindi ripristinata da Graziano nel 375. Il suo territorio fu oggetto di disputa tra le due metà dell'impero fino alla sua spartizione, nel 395, alla morte di Teodosio.

### La prefettura e l'Impero d'Occidente

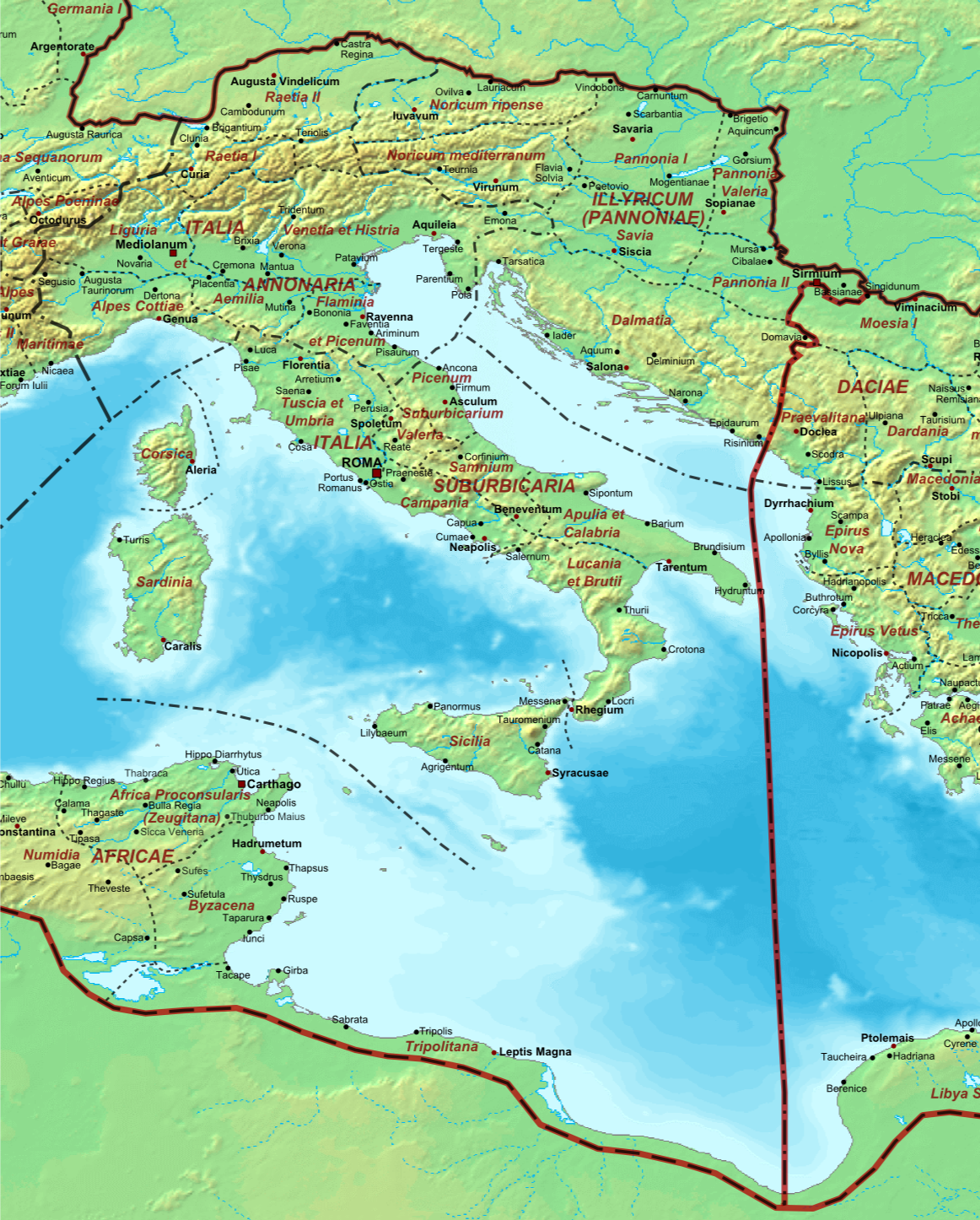
La prefettura del pretorio d'Italia intorno al 400.

Con la divisione dell'Impero, i territori della prefettura del pretorio dell'Illirico vennero spartiti tra Occidente, cui venne assegnata la diocesi di Pannonia, ed Oriente, cui vennero assegnate le diocesi di Dacia e di Macedonia (che continuarono a far parte di una prefettura del pretorio dell'Illirico dall'estensione ridotta). La diocesi illirica venne di conseguenza accorpata alla prefettura d'Italia, posta sotto l'egida dell'Impero romano d'Occidente, assegnato ad Onorio.
Nel 412 all'Italia venne sottratta nuovamente la diocesi d'Africa, che venne ricostituita in prefettura autonoma. Si era infatti all'indomani del Sacco di Roma da parte dei Visigoti di Alarico I e in un'epoca in cui Vandali, Alani, Suebi e Burgundi imperversavano nei territori della prefettura delle Gallie, penisola iberica compresa: la diocesi d'Africa rimaneva pertanto l'unico territorio ancora sicuro d'Occidente. Nel 429 tuttavia, anche l'Africa venne travolta dall'invasione dei Vandali guidati da re Genserico, che nel 435 vennero riconosciuti dall'imperatore come foederati. I Vandali, tuttavia, anziché sottomettersi, si diedero ad esercitare la pirateria sulle coste della Sicilia, conquistando infine Cartagine il 19 ottobre 439. Nel 442 tuttavia i Vandali restituirono all'Imperatore le province della Mauretania, la Tripolitania e una parte della Numidia, tenendosi per sé il resto dell'Africa romana. Per ancora un decennio dunque i Romani poterono mantenere il possesso su parte dell'Africa, anche se le sue province più prospere erano sotto il controllo dei Vandali. Dopo la morte di Valentiniano III, nel 455, i Vandali si impossessarono delle Mauritanie, della Tripolitania, della Sardegna, della Corsica e delle Isole Baleari, saccheggiando ripetutamente la Sicilia e le coste dell'Italia meridionale. Le province della prefettura del pretorio d'Italia sotto l'effettivo controllo romano si ridussero così alle province dell'Italia propriamente detta, alla Dalmazia e alla Sicilia.

### La prefettura dopo la caduta dell'Impero d'Occidente
Malgrado la caduta dell'Impero d'Occidente, nel 476, i successivi regni romano-barbarici in Italia, continuarono a mantenere e utilizzare l'amministrazione romana, conservando la struttura dell'antica prefettura. Il re degli Eruli, Odoacre, dopo aver deposto nel 476 l'Imperatore d'Occidente Romolo Augusto (considerato un usurpatore dalla pars orientis), inviò le insegne imperiali all'imperatore d'Oriente Zenone, che in cambio lo nominò patricius e riconobbe il suo governo sull'Italia, sotto l'autorità nominale dell'Imperatore d'Occidente Giulio Nepote, che si trovava allora nell'Illirico. Morto nel 480 l'ultimo pretendente al trono imperiale di Ravenna, Odoacre estese il proprio controllo anche su quell'ultimo lembo della prefettura. In segno di continuità il sovrano nominò prefetto Cecina Basilio Massimo, figlio di Cecina Decio Basilio, prefetto d'Italia sotto gli imperatori Maggioriano e Libio Severo. Nel 483 Basilio Massimo partecipò in qualità di prefetto e come inviato regio all'elezione di papa Felice III.
Il crescente potere di Odoacre spinse tuttavia nel 489 l'imperatore Zenone ad inviare contro di lui il re degli Ostrogoti, Teodorico, il quale sconfisse Odoacre a Verona e quindi definitivamente a Ravenna nel 493, rendendosi nuovo signore d'Italia. Il nuovo regno ostrogoto instaurato da Teodorico continuò a mantenere, come già in precedenza, l'organizzazione provinciale e statale romana.

### La riunificazione all'Impero d'Oriente
Nel 535, l'imperatore Giustiniano I (527-565) avviò un'imponente serie di campagne militari volte alla riconquista dell'Occidente ed in particolare dell'Italia. Dopo aver infatti sottomesso i Vandali in Africa, Sardegna e Corsica e aver riconquistato la Sicilia, l'imperatore diede inizio alla lunga e sanguinosa guerra gotica per la riconquista della penisola. Gli inizi furono coronati da successo: nel 540 fu infatti riconquistata Ravenna, capitale dei Goti e sede prefettizia, ed i Bizantini presero a nominarvi propri prefetti. La guerra si concluse però solo con la spedizione risolutiva di Narsete del 552-553.
Il 13 agosto 554, con la promulgazione a Costantinopoli da parte di Giustiniano di una Pragmatica sanctio (pro petitione Vigilii) (Prammatica sanzione sulle richieste di papa Vigilio), l'Italia rientrava, sebbene non ancora del tutto pacificata, nel dominio romano. Con essa Giustiniano estese la legislazione dell'Impero all'Italia, riconoscendo le concessioni attuate dai re goti fatta eccezione per l'"immondo" Totila, e promise fondi per ricostruire le opere pubbliche distrutte o danneggiate dalla guerra, garantendo inoltre che sarebbero stati corretti gli abusi nella riscossione delle tasse e sarebbero stati forniti fondi all'istruzione. Narsete avviò inoltre la ricostruzione di un'Italia in forte crisi dopo un conflitto così lungo e devastante, riparando anche le mura di diverse città ed edificando numerose chiese. Fonti propagandistiche parlano di un'Italia riportata all'antica felicità sotto il governo di Narsete. Secondo la storiografia moderna tali fonti sono però esageratamente ottimistiche, in quanto, nella realtà dei fatti, Roma faticò, nonostante i fondi promessi, a riprendersi dalla guerra e l'unica opera pubblica riparata nella Città Eterna di cui si ha notizia è il ponte Salario, distrutto da Totila e ricostruito nel 565. Nel 556 Papa Pelagio I si lamentò in una lettera delle condizioni delle campagne, «così desolate che nessuno è in grado di recuperarle.» Anche il declino del senato romano non fu fermato, portando al suo scioglimento agli inizi del VII secolo.

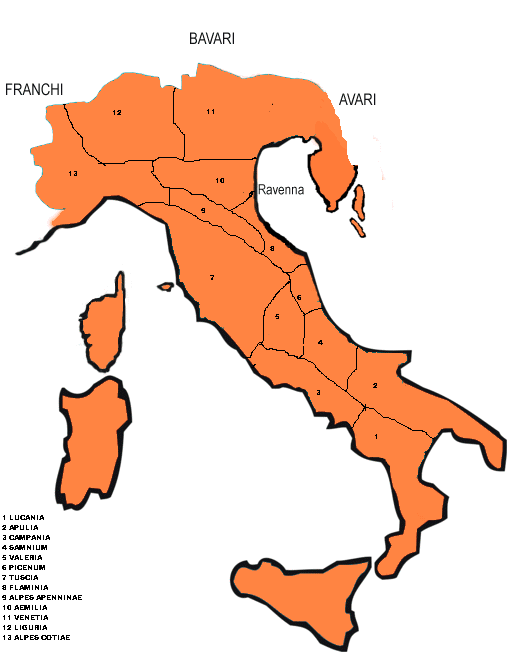
La prefettura del pretorio d'Italia nel 553, suddivisa in 13 province.

Narsete, rimasto in Italia con poteri straordinari, riorganizzò anche l'apparato difensivo, amministrativo e fiscale. A difesa della penisola furono stanziati quattro comandi militari, uno a Forum Iulii (vicino al confine con Norico e Pannonia), uno a Trento, uno in Insubria ed infine uno presso le Alpi Cozie e Graie. L'Italia fu organizzata in prefettura e suddivisa in due diocesi, a loro volta suddivise in province. Secondo quanto riporta Paolo Diacono nel libro II della Historia Langobardorum, la prefettura del pretorio d'Italia alla vigilia dell'invasione longobarda del 568 era costituita dalle seguenti province:
1. Alpes Cotiæ (Piemonte e Liguria)
2. Liguria (Lombardia e Piemonte orientale)
3. Venetia et Histria (Veneto, Trentino, Friuli e Istria)
4. Aemilia (Emilia)
5. Flaminia (ex Ager Gallicus)
6. Picenum
7. Alpes Apenninæ (gli Appennini settentrionali)
8. Tuscia (Toscana)
9. Valeria (Umbria e Sabina)
10. Campania (Lazio litoraneo e Campania litoranea)
11. Samnium (Abruzzo e Molise)
12. Apulia (Puglia e Irpinia)
13. Lucania (Cilento, Basilicata e Calabria)

Mentre in precedenza i governatori civili (iudices provinciae) erano nominati direttamente dal governo centrale e potevano provenire anche da province molto lontane da quella governata, la Prammatica Sanzione stabilì che in Italia essi sarebbero stati eletti localmente dai primates e dai vescovi della provincia. In ogni caso, l'autonomia in questo modo concessa fu controbilanciata dalla crescita di importanza delle autorità militari della provincia a scapito di quelle civili, dato che di fatto i governatori eletti localmente finirono con l'essere subordinati ai comandanti militari (duces o magistri militum) di stanza nella provincia e nominati dal governo centrale. Infatti l'epistolario di papa Gregorio I attesta numerosi casi in cui i comandanti militari usurparono prerogative dei governatori civili, i quali non sono più attestati dalle fonti dopo la metà del VII secolo. Mentre inoltre Odoacre e successivamente gli Ostrogoti avevano concesso ai membri dell'aristocrazia romano-italica di rivestire importanti cariche civili, come quella di prefetto del pretorio, la politica bizantina sotto Giustiniano e i suoi successori fu quella di conferire le principali cariche civili e militari dei territori riconquistati a ufficiali di provenienza greco-orientale. A parte la concessione fatta ai vescovi e ai notabili locali di eleggersi localmente il proprio governatore civile, dunque, Giustiniano tolse molte delle autonomie concesse dai Goti all'aristocrazia romano-italica e il fatto che l'Italia fu trattata da Bisanzio come un territorio periferico e ad essa subordinato è esemplificato anche dal fatto che nella Prammatica Sanzione essa è definita Provincia Italiae, nonostante tecnicamente fosse una prefettura.
Nel 568 l'imperatore Giustino II (565-578), in seguito alle proteste dei Romani, rimosse dall'incarico di governatore Narsete, sostituendolo con Longino. Il fatto che Longino sia indicato nelle fonti primarie come prefetto indica che governasse l'Italia in qualità di prefetto del pretorio, anche se non si può escludere che fosse anche il generale supremo delle forze italo-bizantine.
Proprio nel 568, però, l'Italia venne invasa dai Longobardi di re Alboino; i reali motivi dell'invasione non sono chiari a causa della laconicità e frammentarietà delle fonti superstiti, che tendono a riassumere gli avvenimenti in modo molto sommario e insoddisfacente nonché a mescolare realtà e leggenda. Secondo una leggenda riportata da diverse fonti del VII e VIII secolo, i Longobardi furono invitati per ripicca da Narsete, adirato per la destituzione. Tale racconto viene tuttavia ritenuto inattendibile dalla storiografia moderna. Gli storici moderni ritengono più probabile che i Longobardi abbiano invaso l'Italia piuttosto perché pressati dall'espansionismo degli Avari. Altri studiosi invece, nel tentativo di rendere più credibile la leggenda dell'invito di Narsete, hanno congetturato che i Longobardi potrebbero essere stati invitati in Italia dal governo bizantino con l'intenzione di utilizzarli come foederati per contenere eventuali attacchi franchi, ma le loro asserzioni non sono verificabili e universalmente condivise.
Valicate le Alpi Giulie, la popolazione barbarica, guidata da Alboino, conquistò dapprima Forum Iulii, costringendo il presidio militare bizantino, in numero esiguo rispetto agli invasori, a ripiegare prima su Grado, poi in successione, muovendosi lungo la Via Postumia, su Treviso, Vicenza e Verona. Nel settembre 569 i Longobardi arrivano a Milano. Bisanzio, già impegnata su altri fronti, non ebbe la forza di reagire all'invasione. Così negli anni settanta del secolo, i Longobardi posero la loro capitale a Pavia e dilagarono anche nel centro e nel sud, così che due terzi della penisola caddero in mano longobarda e solo la restante frazione rimase in mano imperiale. Bisanzio tuttavia non rinunciò passivamente all'invasione ed una controffensiva si ebbe nel 576 con il generale Baduario che però non riportò alcun esito positivo.

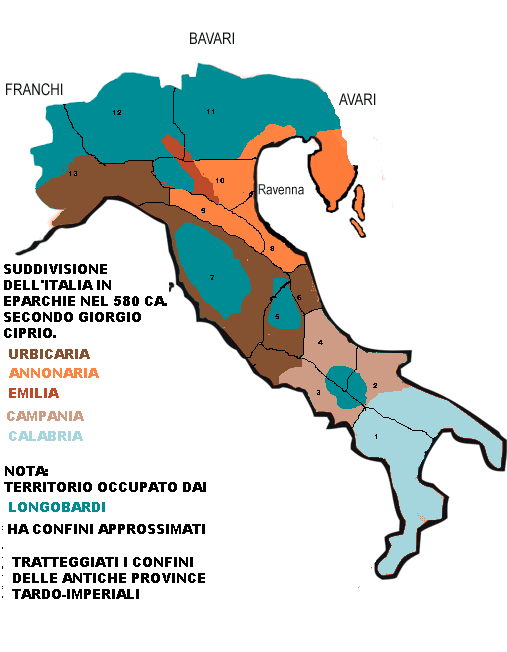
L'Italia nel 580, suddivisa in 5 eparchie, secondo Giorgio Ciprio. Cartina basata sulla ricostruzione di P. M. Conti, non esente da critiche.

La Descriptio orbis romani del geografo Giorgio Ciprio, opera redatta all'inizio del VII secolo, suddivideva in cinque province o eparchie l'Italia bizantina:
- Urbicaria, comprendente i possedimenti bizantini in Liguria, Toscana, Sabina, Piceno, e Lazio litoraneo (tra cui Roma);
- Annonaria, comprendente i possedimenti bizantini nella Venezia e Istria, in Aemilia, nell'Appennino settentrionale e nella Flaminia;
- Aemilia, comprendente i possedimenti bizantini nella parte centrale dell'Aemilia, a cui si aggiungono l'estremità sud-occidentale della Venezia (Cremona e zone limitrofe) e l'estremità sud-orientale della Liguria (con Lodi Vecchio);
- Campania, comprendente i possedimenti bizantini nella Campania litoranea, nel Sannio e nel Nord dell'Apulia;
- Calabria, comprendente i possedimenti bizantini nel Bruzio, in Lucania e nel resto dell'Apulia.

Alcuni studiosi, ritenendo attendibile la Descriptio orbis romani di Giorgio Ciprio, hanno supposto che la suddivisione dell'Italia in cinque eparchie sarebbe stata il frutto di una presunta riforma amministrativa dell'Italia attuata intorno al 580 dall'Imperatore Tiberio II e volta a riorganizzare le difese dei residui territori imperiali, nella speranza di renderli in grado di resistere agli assalti degli invasori Longobardi, avendo ormai rinunciato a ogni velleità di debellarli in seguito al fallimento dei precedenti tentativi (compresa la spedizione di Baduario); tale riorganizzazione, secondo il parere di Bernard Bavant, avrebbe preparato la strada per la riforma dell'Esarcato, realizzata alcuni anni dopo.  Altri studiosi (come il Cosentino), invece, hanno messo in dubbio l'esistenza di questa presunta riforma amministrativa, considerando inattendibile la sezione relativa all'Italia dell'opera di Giorgio Ciprio sulla base del fatto che quest'ultimo, essendo molto probabilmente armeno, era verosimilmente poco informato sull'Italia e potrebbe aver tratto o dedotto la suddivisione dell'Italia in cinque eparchie da fonti disorganiche non direttamente riconducibili alla cancelleria imperiale; d'altronde, tale suddivisione dell'Italia in cinque eparchie, a dire del Cosentino, risulterebbe anche andare in contrasto con quanto riferito da fonti coeve italiche, come l'epistolario di papa Gregorio I e le epigrafi.

### La transizione dalla prefettura all'esarcato
L'invasione longobarda accelerò quella tendenza, già cominciata sotto il regno di Giustiniano, di accentrare autorità civile e militare nelle mani di un'unica persona, in aperto contrasto con la divisione dei poteri tra prefetto del pretorio e magister militum introdotta da Diocleziano e Costantino. Già sotto il regno di Giustiniano, le cariche di prefetto del pretorio d'Africa e di magister militum Africae in più occasioni furono ricoperte contemporaneamente dalla stessa persona, che diventava di fatto la massima autorità sia civile che militare della prefettura del pretorio d'Africa. In Italia, invece, Giustiniano mantenne la divisione dei poteri civili e militari in due persone distinte, ma in ogni caso il generalissimo (strategos autokrator), la massima autorità militare nella Penisola, tendeva a usurpare le prerogative delle autorità civili. Anche sotto i successori di Giustiniano questa tendenza proseguì. Probabilmente il prefetto del pretorio d'Italia Longino era stato nominato anche generalissimo delle forze armate di stanza nella Penisola.
A partire dal 584 la massima autorità civile e militare nell'Italia bizantina è attestata dalle fonti recare il titolo di esarca. Il primo riferimento nelle fonti dell'epoca alla presenza di un esarca a Ravenna si ebbe in una lettera redatta nel 584 da Papa Pelagio II: resta tuttavia dubbia l'identità del non citato esarca, identificato da alcuni storici moderni con il patrizio Decio, nominato in altri punti della stessa missiva; altri studiosi invece ritengono che il patrizio Decio fosse semplicemente un senatore romano facente parte dell'ambasceria inviata presso l'esarca, da identificare probabilmente con Smaragdo. Secondo alcuni storici moderni, l'esarcato, all'epoca della lettera (584), doveva essere stato istituito da poco tempo. I confini dell'Esarcato d'Italia non furono mai definiti, dato l'incessante stato di guerra tra Bizantini e Longobardi. In passato, studiosi come l'Ostrogorsky avevano supposto che la creazione dell'esarcato fosse una precisa riforma attribuibile all'imperatore Maurizio (582-602), volta ad arginare l'invasione longobarda: per l'Ostrogorsky, Maurizio, creando gli esarcati di Ravenna e Cartagine, cercò di rendere i residui territori in Occidente in grado di difendersi da sé dai Longobardi senza dover dipendere da eventuali aiuti da Costantinopoli; per volere dell'Imperatore «l'amministrazione sia militare che politica fu affidata agli esarchi», inaugurando «il periodo della militarizzazione dell'amministrazione bizantina» e precorrendo «il sistema dei temi».
Più recentemente questa tesi storiografica è stata contestata: in particolare, si è rimarcato come l'istituzione degli esarcati fosse stato il risultato di un'evoluzione graduale durata decenni e non di un cambiamento repentino ascrivibile alla volontà di un singolo imperatore. Secondo Ravegnani la presunta riforma degli esarcati, lungi dall'essere una vera e propria riforma, sarebbe consistita in un mero cambiamento di denominazione della massima autorità militare, come conferma il fatto che i poteri militari dell'esarca coincidessero in massima parte con quelli goduti dallo strategos autokrator di età giustinianea. Di fatto, fino a metà del VII secolo, il prefetto del pretorio d'Italia continuò ad esercitare le sue funzioni, sebbene fosse subordinato all'esarca, il quale, tuttavia, secondo Cosentino, «non subentrò affatto, almeno nell'immediato, alle loro tradizionali funzioni».  L'epistolario di Gregorio I attesta ancora a fine VI secolo l'esistenza dei vicarii del prefetto del pretorio (sebbene denominati agentes vices), nonché degli iudices provinciae. Essi di fatto erano subordinati all'autorità militare, «un fenomeno d'altronde già in atto durante l'epoca giustinianea e inevitabile conseguenza della preminenza delle necessità militari in una regione come l'Italia, soggetta a uno stato di guerra pressoché permanente». L'epistolario di Gregorio I attesta che durante il regno di Maurizio in due occasioni furono inviati in Italia funzionari da Costantinopoli per controllare l'operato in ambito finanziario del prefetto del pretorio in carica. Secondo il Cosentino, ciò sarebbe sintomo di una diminuita libertà di azione dei prefetti del pretorio e di una crescente tendenza alla centralizzazione che avrebbe successivamente caratterizzato il periodo mediobizantino. Le autorità civili scomparvero nelle fonti primarie solo a metà VII secolo, e solo allora si ebbe il definitivo accentramento dei poteri civili e militari da parte delle autorità militari, come l'esarca e i duchi a lui subordinati. 
Questo processo di abolizione delle prefetture del pretorio si verificò - a dire il vero - in tutto l'Impero, a causa delle pesanti mutilazioni territoriali subite sotto il regno di Eraclio: la prefettura del pretorio dell'Illirico, ristrettasi alla sola città di Tessalonica in seguito agli insediamenti degli Slavi, fu abolita verso la fine del VII secolo, e lo stesso accadde alla prefettura del pretorio d'Oriente e a quella d'Africa in seguito alle conquiste islamiche di Siria, Egitto e Africa. In Italia la prefettura del pretorio continuò ad esistere fino alla metà del VII secolo.

## Lista dei prefetti del pretorio d'Italia

### Impero romano
- Gaio Ceionio Rufio Volusiano (309 circa-310)[30]
- Manilio Rusticiano (310-311)[30]
- Ruricio Pompeiano (311-312)[30]
- Fabio Aconio Catullino Filomazio (341)
- Marco Mecio Memmio Furio Baburio Ceciliano Placido (342-344)
- Vulcacio Rufino (344-347)
- Ulpio Limenio (347-349)
- Mecilio Ilariano (354)
- Flavio Tauro (355-361)
- Claudio Mamertino (361-365)...
- Sesto Petronio Probo (368-375)
- Vulcacio Rufino (365-368)
- Claudio Antonio (377-378)
- Afranio Siagrio (380-382)
- Sesto Petronio Probo (383)
- Nonio Attico Massimo (383-384)
- Vettio Agorio Pretestato (384)
- Neoterio (385)
- Flavio Eusignio (386-387)
- Virio Nicomaco Flaviano (390-392)

### Impero d'Occidente
- Nummio Emiliano Destro (395)
- Eusebio (395-396)[31]
- Manlio Teodoro (397-399)
- Valerio Messalla Avieno (399-400)[31]
- Ruffo Sinesio Adriano (401-405)[31]
- Macrobio Longiniano (406, delle Gallie o d'Italia e Africa)
- Curzio (prefetto d'Italia e Africa, 407-408)[31]
- Macrobio Longiniano (408)
- Teodoro (408-409)
- Ceciliano (409)
- Giovio (409)
- Liberio (409)[31]
- Postumio Lampadio (409, sotto Prisco Attalo)
- Giovio (409/410, sotto Prisco Attalo)
- Melizio (410-412)[31]
- Giovanni (412-413)[31]
- Seleuco (prefetto d'Africa, 412)[31]
- Ruffo Sinesio Adriano (413-414)[31]
- Seleuco (414-415)[31]
- Giunio Quarto Palladio (prefetto d'Italia, Africa e Illirico, 416-421)
- Giovanni (II, 422)[31]
- Avito Mariniano (422)[31]
- Venanzio (423)[32]
- Proculo (423)[32]
- Anicio Auchenio Basso (426)
- Rufio Antonio Agrypnio Volusiano (prefetto d'Italia e Africa, 428-429)
- Teodosio[33] (430)[32]
- Nicomaco Flaviano (431-432)[32]
- Petronio Massimo (433?)
- Anicio Auchenio Basso (435, forse per la seconda volta)
- Anicio Acilio Glabrione Fausto (437-438)
- Petronio Massimo (439-441)
- Anicio Acilio Glabrione Fausto (442)
- Paterio (442)
- Quadraziano (443)
- Cecina Decio Aginazio Albino (443-449)
- Firmino (449-452)[32]
- Manlio Boezio (454)
- Storacio (454)[32]
- Cecina Decio Basilio (458)
- Celio Aconio Probiano (461/463)[32]
- Cecina Decio Basilio (463-465)
- Luperciano (468)[32]
- Publio Rufino Valerio (467/472, prefetto del pretorio o Praefectus urbi)[32]
- Felice Imelcone (473)[32]

### Regno di Odoacre
- Pelagio (477 circa)[32]
- Cecina Decio Massimo Basilio (483)
- Cecina Mavorzio Basilio Decio (486 o precedentemente)[32]
- Nar. Manlio Boezio (480/486)[32]

### Regno ostrogoto
- Pietro Marcellino Felice Liberio (493-500)
- Teodoro (500)[32]
- Fausto Albino (500/503?)[32]
- Olibrio (503, prefetto del pretorio?)[32]
- Cassiodoro il Vecchio (503/507)
- Anicio Probo Fausto (509-512)
- Fausto (521/522 o 529)[32]
- Venanzio Opilione (prima del 524)[32]
- Giovanni (prima del 527)[32]
- Abundanzio (526-527)
- Rufio Magno Fausto Avieno(527-528)
- Flavio Magno Aurelio Cassiodoro (533)
- Venanzio Opilione (534)
- Flavio Magno Aurelio Cassiodoro (535-537)
- Fidelio (537-538)
- Reparato (538-539)

### Impero d'Oriente
- Atanasio (539-542)
- Massimino (542)
- Antioco (552-554)
- Fl. Mariano Michelio Gabrielio Pietro Giovanni Narsete Aureliano Limenio Stefano Aureliano (554/568)
- Longino (568-575?)

Sotto l'Esarcato

Elenco dei prefetti d'Italia subordinati agli esarchi:
- Maurilione (prima del 591)
- Giorgio (591-593)
- Gregorio (595)
- Costantino (forse prefetto d'Illirico?) (596)
- Giovanni (598)
- Giovanni (600)
- Anonimo (VI secolo)
- Acatafronio (VI/VII secolo)
- Giovanni (VI/VII secolo)
- Teodempto (VI/VII secolo)
- Giovanni (VII secolo)
- Teodoro (VII secolo)